# Maarten Craeghs
Maarten Craeghs, né le 3 février 1992 à Lommel, est un coureur cycliste belge.

## Biographie
Maarten Craeghs naît le 3 février 1992 à Lommel dans la province de Limbourg en Belgique.
Membre de l'équipe Rock Werchter en 2011, il intègre l'équipe Lotto-Belisol U23 en 2012. Cette année-là, en s'entraînant le long d'un canal, il percute un autre cycliste qui venait en sens inverse.
En juillet 2014, il s'impose sur la kermesse pro organisée à Saint-Nicolas. Il remporte également le mois suivant la première étape du Tour de Flandre-Orientale et prend la tête du classement général à cette occasion.

## Palmarès
- 2011[1]
  - 2e du Grand Prix Impanis-Van Petegem
- 2013
  - Ploegentijdrit België (contre-la-montre par équipes)
  - 2e du championnat de Belgique sur route espoirs
- 2014
  - Grand Prix de la ville de Saint-Nicolas
  - 1re étape du Tour de Flandre-Orientale
  - 2e du Tour de Flandre-Orientale
  - 2e de la Wingene Koers

## Classements mondiaux
| Année           | 2014  |
| --------------- | ----- |
| UCI Europe Tour | 1125e |